# Kasym Tölebekow
Kasym Każybajuły Tölebekow (kaz. Қасым Қажыбайұлы Төлебеков; ros. Касым Хажибаевич Тюлебеков; ur. 31 października 1935 w Pietropawłowsku, zm. 3 września 2014 w Ałmaty) – radziecki i kazachski polityk, Bohater Pracy Socjalistycznej (1981).
Ukończył studia w instytucie zootechnicznym i w Wyższej Szkole Partyjnej w Ałmaty, od 1967 w KPZR, I sekretarz rejonowego komitetu KPK w obwodzie północnokazachstańskim, w latach 1985–1987 przewodniczący Komitetu Wykonawczego Rady Rejonowej w Kustanaju. Od 16 maja 1987 do 25 listopada 1988 I sekretarz Komitetu Obwodowego KPK w Szymkencie, od listopada 1988 do 7 września 1991 I sekretarz Komitetu Obwodowego KPK w Ałmaty. Po rozpadzie ZSRR został I zastępcą ministra gospodarki rolnej Kazachstanu, po czym przeszedł na emeryturę. W latach 1987–1989 deputowany do Rady Najwyższej ZSRR 11 kadencji, 1989–1991 ludowy deputowany ZSRR. Mieszkał w Ałmaty, gdzie zmarł i został pochowany.

## Odznaczenia
- Medal Sierp i Młot Bohatera Pracy Socjalistycznej (19 lutego 1981)
- order Lenina (dwukrotnie)
- Order Rewolucji Październikowej
- Order Czerwonego Sztandaru Pracy

I medale.